# Mekfoula Mint Brahim
Pour les articles homonymes, voir Brahim (homonymie).
Mekfoula Mint Brahim est une biologiste et défenseure des droits humains et en particulier du droit des femmes, qui lutte contre l'extrémisme religieux et les pratiques discriminatoires en Mauritanie.
Elle est présidente de Pour une Mauritanie verte et démocratique, une organisation de défense des droits humains fondée en 2009, où son travail lui a valu plusieurs distinctions. 

## Biographie
Mekfoula Mint Brahim naît probablement en 1968 ou 1969 ; sa date de naissance est inconnue car ses parents étaient analphabètes. Elle naît dans le village de Tawaz, dans la région de l'Adrar, en Mauritanie. Elle appartient à la tribu Awlâd Qaylân, une tribu de guerriers. Mekfoula a trois frères et trois sœurs. Enfant, elle vit dans une tente avec sa famille et mène une vie de nomade. Elle subit une excision génitale, comme toutes les femmes de sa famille.  
À sa majorité, elle s'installe à Zouerate avec sa mère et déménage ensuite à Nouadhibou. Elle y obtient son baccalauréat en 1989 et part ensuite étudier la biologie en Algérie.
Elle quitte l'Algérie en 1993, à la fin de ses études, et retourne vivre en Mauritanie.
En 1994, elle se marie pour la première fois et commence à travailler à la Société nationale industrielle et minière de Mauritanie (SNIM), au sein de laquelle elle passe plus de 10 ans avant de démissionner. 
En 2000, Mekfoula Mint Brahim se remarie et déménage à Nouakchott, la capitale de la Mauritanie. L'année d'après, elle accouche de son premier et unique fils. En 2004, elle vit en Chine pendant deux ans en raison du travail de son mari. Elle-même ne travaille pas et profite de ce temps libre pour créer un site web sous un pseudonyme dans lequel elle s'exprime librement sur les injustices hommes-femmes qu'elle observe et qu'elle vit. 
En 2006, à son retour en Mauritanie, elle continue à partager anonymement ses idées. Trois ans plus tard, en 2009, un ami la pousse à devenir militante. Elle fonde l'association Pour une Mauritanie verte et démocratique et devient ainsi une personnalité publique. À partir de ce moment-là, Mekfoula est fortement critiquée par certains secteurs sociaux mauritaniens, notamment par les femmes. Elle est victime de nombreuses menaces et reçoit même des menaces de mort. 
Son discours est centré sur la dénonciation des discriminations en Mauritanie, et en particulier envers certaines ethnies et envers les femmes. Elle met directement en relation la manipulation religieuse et la persistance de ces discriminations et même certains reculs concernant les droits des femmes. Mint Brahim s'exprime avec dureté sur les violences faites aux femmes et critique la peur de la société à les dénoncer. En Mauritanie, les femmes jouissent d'une plus grande liberté que dans d'autres pays, mais certaines violences, telles que l'excision génitale ou le mariage forcé des fillettes, persistent. 
Elle a également dénoncé la chape de plomb qui recouvre l'information dans le domaine de la santé dans son pays face à l'orée de potentielles crises sanitaires comme le virus Ebola ou la dengue.
Elle a été mariée 4 fois. Parallèlement à ses activités d'activiste, elle travaille au centre national d'oncologie de Mauritanie en tant que biologiste.

## Militantisme
Mekfoula Mint Brahim lutte en particulier la discrimination à l'égard des femmes et des membres des communautés haratines et d'Afrique subsaharienne. 
Elle est présidente de Pour une Mauritanie verte et démocratique, une organisation de défense des droits humains fondée en 2009 qui mène des projets d'autonomisation des femmes dans les zones rurales. Elle est membre de l'Alliance pour la Refondation de l'Etat Mauritanien (AREM), une organisation qui promeut la bonne gouvernance et lutte contre l'impunité.
Elle critique également avec force le wahhabisme en Mauritanie et les changements qu'il cause dans la vie des femmes. 

## Arrestation
Le 18 février 2020, 14 défenseurs des droits humains sont arrêtés par la police mauritanienne et placés en détention au commissariat spécial de la police judiciaire de Nouakchott. Le 26 février de la même année, Mekfoula Mint Brahim et deux autres militants sont libérés sans aucune charge retenue contre eux. Ils sont alors accusés d'avoir participé à un rassemblement non autorisé le 13 février et d'appartenir à un groupe promouvant la laïcité.

## Récompenses
En novembre 2018, Mekfoula Mint Brahim est l'une des 15 leaders des défenseurs des droits humains à recevoir le prix franco-allemand des droits de l’Homme et de l'État de droit, qui reconnaît l'exceptionnelle contribution à la protection et la promotion des droits humains et l'État de droit au niveau national et international. 
En décembre 2019, elle est décorée des insignes de Chevalier de l’ordre de la Légion d’honneur par l'ambassadeur français en Mauritanie Robert Moulié.
En octobre 2020, elle reçoit le prix pour l’Afrique décerné par l’ONG internationale « Front Line Defenders » pour les défenseurs des droits humains en danger,.